# Xã Cuba, Quận Becker, Minnesota
Xã Cuba (tiếng Anh: Cuba Township) là một xã thuộc quận Becker, tiểu bang Minnesota, Hoa Kỳ. Năm 2010, dân số của xã này là 277 người.